# Айсина, Майра Араповна
Майра Араповна Айсина (10 ноября 1956; село Костомаровка, Зерендинский район, Кокчетавская область, Казахская ССР, СССР) — казахский государственный и политический деятель, депутат Мажилиса Парламента Республики Казахстан IV—VI созывов (2007—2021).

## Биография
Майра Араповна Айсина родилась 10 ноября 1956 года в селе Костомаровка, Зерендинского района бывшей Кокчетавской, ныне Акмолинской области.
В 1981 году Окончила Карагандинский государственный университет имени Е. А. Букетова по специальности «Преподаватель математики».
В 1991 году Окончила Алматинский институт политологии и управления по специальности «Политолог».
В 2001 году Окончила Казахский гуманитарный юридический университет по специальности «юрист».

## Трудовая деятельность
Трудовую деятельность начала с 1974 года старшей пионервожатой СШ №27 города Караганды. 
В 1975 года — Культмассовик кинотеатра «Юбилейный» города Караганды.
В 1976 по 1979 годы — Старшая пионервожатая, организатор внеклассной и внешкольной работы, учитель математики СШ № 49 города Караганды.
В 1980 по 1990 годы — Инструктор, заведующая отделом студентов, школьной молодежи и пионеров Карагандинского обкома, ЦК ЛКСМ Казахстана.
В 1991 года — Помощник народного депутата ВС Республики Казахстан.
В 1992 года —  Заведующая сектором социальной адаптации и реабилитации Фонда социально-экологического развития Казахстана «Жанару».
В 1993 по 2001 годы — Начальник отдела, управления, заместитель директора департамента Госкомитета по делам молодежи, Министерства по делам молодежи, туризма и спорта, Министерства образования и науки Республики Казахстан.
В 2001 по 2005 годы — Консультант, заведующая сектором, заместитель заведующего отделом социально-культурного развития Канцелярии Премьер-Министра Республики Казахстан.
С 8 июня 2005 года по 6 февраля 2006 года —  Вице-министр образования и науки Республики Казахстан.
С 2006 по 2007 годы — Заместитель, первый заместитель руководителя центрального аппарата НДП «Нур Отан».

## Выборные должности, депутатство
С 27 августа 2007 года по 16 декабря 2011 года — Депутат Мажилиса Парламента Республики Казахстан IV созыва. Член Комитета по социально-культурному развитию. 
С 18 января 2012 года по 20 января 2016 года — Депутат Мажилиса Парламента Республики Казахстан V созыва. секретарь Комитета по социально-культурному развитию, Член Президиума Фракции «Нур Отан» в Мажилисе Парламента. 
С 24 марта 2016 года по 10 января 2021 года — Депутат Мажилиса Парламента Республики Казахстан VI созыва, секретарь Комитета по социально-культурному развитию (март-август 2016 г.), член Комитета по экономической реформе и региональному развитию (с сентября 2016 г.), член Президиума Фракции партии «Нур Отан» в Мажилисе Парламента.

## Награды и звания
- 1996 — Нагрудный знак МОН РК «Отличник образования Республики Казахстана»;
- 2001 — Нагрудный знак МОН РК «Почётный работник образования Республики Казахстан]»;
- 2004 — Нагрудный знак «Почётный деятель спорта Республики Казахстан»;
- 2004 — Нагрудный знак «За заслуги в развитии туризма в Республике Казахстан»;
- 2005 (16 декабря) — Медаль «Ерен Еңбегі үшін»;[1]
- 2006 — Нагрудный знак МОН РК «Ыбырая Алтынсарина»;
- 2006 — Медаль «Астана»;
- 2009 — Нагрудный знак МОН РК «За заслуги в развитии науки Республики Казахстан»;
- 2011 (14 декабря) — Орден «Курмет»; [2][3]
- 2013 (28 ноября) — Медаль «За укрепление парламентского сотрудничества» (Межпарламентская ассамблея СНГ) — за особый вклад в развитие парламентаризма, укрепление демократии, обеспечение прав и свобод граждан в государствах — участниках Содружества Независимых Государств[4]
- 2017 (27 марта) — Медаль «МПА СНГ. 25 лет» (Межпарламентская ассамблея СНГ) — за заслуги в деле развития и укрепления парламентаризма, за вклад в развитие и совершенствование правовых основ функционирования Содружества Независимых Государств, укрепление международных связей и межпарламентского сотрудничества[5]
- 2019 (18 апреля) — Орден «Содружество» (Межпарламентская ассамблея СНГ) — за активное участие в деятельности Межпарламентской Ассамблеи и её органов, вклад в укрепление дружбы между народами государств — участников Содружества Независимых Государств[6]
- Государственные юбилейные медали
- 2001 — Медаль «10 лет независимости Республики Казахстан»;
- 2005 — Медаль «10 лет Конституции Республики Казахстан»;
- 2008 — Медаль «10 лет Астане»;
- 2011 — Медаль «20 лет независимости Республики Казахстан»;
- 2015 — Медаль «20 лет Конституции Республики Казахстан»;
- 2016 — Медаль «25 лет независимости Республики Казахстан»;
- 2018 — Медаль «20 лет Астане»;
- 2020 — Медаль «25 лет Конституции Республики Казахстан»;